# كارل ماير فون روتشيلد
كارل ماير فون روتشيلد (بالألمانية: Carl Mayer von Rothschild)‏ هو مصرفي ألماني، ولد في 24 أبريل 1788 في فرانكفورت في ألمانيا، وتوفي في 10 مارس 1855 في نابولي في إيطاليا.